# Midgee pumila
Midgee pumila là một loài nhện trong họ Toxopidae.
Loài này thuộc chi Midgee. Midgee pumila được Hugh Davies miêu tả năm 1995.